# Arthur Desmas
Arthur Desmas (* 7. April 1994 in Brest) ist ein französischer Fußballtorwart, der beim Le Havre AC unter Vertrag steht.

## Karriere
Desmas begann seine fußballerische Ausbildung in seiner Geburtsstadt bei Stade Brest. Bis 2012 spielte er dort ausschließlich in der Jugend. Von 2012 bis 2015 kam er nebenbei noch zu 16 Einsätzen in der drittklassigen Zweitmannschaft. Im Sommer 2015 wechselte er zum Zweitligisten Chamois Niort. Dort kam er 2015/16 zu 17 Einsätzen im Amateurbereich und stand zudem mehrfach im Spieltagskader bei den Profis. Am 12. Mai 2017 (37. Spieltag) kam er schließlich zu seinem Profidebüt, als er gegen Racing Straßburg zwischen den Pfosten stand. 2017/18 kam er zu einem weiteren Einsatz für die erste Mannschaft in der Ligue 2. Im Juli 2018 erfolgte der Wechsel in die National zum AF Rodez. In seiner ersten Spielzeit dort spielte er 32 Mal und blieb dabei ganze 15 Spiele ohne Gegentor. Nach dem Aufstieg in die Ligue 2 debütierte er bei einem 2:0-Sieg für Rodez im Profibereich gegen AJ Auxerre. Er spielte in jener Saison 27 Saisonspiele bis zum Ligaabbruch aufgrund der Corona-Pandemie. Im Sommer 2020 wechselte er zum Ligakonkurrenten Clermont Foot, wo er bis 2023 unterschrieb. Für seine neue Mannschaft debütierte er direkt am ersten Spieltag bei einem 0:0-Unentschieden gegen SM Caen. Bei Clermont war er absoluter Stammtorhüter in der Saison 2020/21 und verhalf seinem Team zum Aufstieg in die Ligue 1. Nach dem Aufstieg spielte er bei einem 2:0-Auswärtssieg gegen Girondins Bordeaux das erste Mal in der Ligue 1. In der Saison 2021/22 spielte er jedoch nur 15 Mal, da er Anfang November durch Ouparine Djoco als Stammtorwart ersetzt wurde.
Daraufhin wechselte er im Sommer 2022 zurück in die Ligue 2 zum Le Havre AC.

## Erfolge
AF Rodez
- Aufstieg in die Ligue 2: 2019

Clermont Foot
- Aufstieg in die Ligue 1: 2021